# Virgen de Europa (Sevilla)
La Virgen de Europa es una advocación mariana venerada en la actualidad en la iglesia de San Martín de la ciudad de Sevilla, en la comunidad autónoma de Andalucía.

## Historia
El origen de la devoción en la ciudad se encuentra en el hallazgo de un retablo que representaba la advocación de la Virgen de Europa en las obras de remodelación de una vivienda de la plaza de Europa, denominada así por la imagen. El retablo fue colocado en la fachada de la vivienda, y fue adquiriendo devoción entre la población hasta que en 1685 se fundó una hermandad, que mejoró el retablo durante el reinado de Felipe V de España.
A comienzos del siglo XVIII se realizó una imagen de talla y se construyó nueva capilla retablo. Fue una corporación importante durante el siglo XVIII dedicada al culto de la Virgen (celebraba su función el 8 de septiembre) y a sacar a diario un Rosario público. Tras una época de decadencia, la hermandad se restauró brevemente en 1849, trasladándose con la imagen y retablo a la vecina iglesia de San Martín, donde se venera en la actualidad. La imagen fue nombrada patrona del regimiento de milicias provinciales de Sevilla.